# 夏見御厨
夏見御厨（なつみのみくりや）は現在の船橋市南部から中央部の地域（海老川流域）にかけてあった中世の寄進型荘園の一つ。「御厨（みくりや）」は皇室や伊勢神宮、下鴨神社の領地を意味する。夏見御厨は伊勢神宮の神領である。船橋御厨（ふなばしみくりや）ともいう。

## 概要
夏見御厨については資料が少ないことから、まだわかっていない事が多い。『延喜式』兵部省式に登場する下総国・大結馬牧（おおいのうままき）を前身とする説がある。千葉氏系の氏族の荘園だったと考えられているが、実際には誰が開発して伊勢神宮に寄進したのかもわかっていない。1138年（天治4年）に立券され、『吾妻鏡』には、1186年(文治2年)の記述に「院御領船橋身御厨」という文句があることから、御厨は一時、後白河院領になったことがわかっている。御厨は室町時代まで存続したと推定されている。船橋大神宮所蔵の1311年（応長元年）の文書では湊郷、夏見郷、金曾木郷、宮本郷、高根郷の5郷が記されている。